# Amerikaanse Senaatscommissie voor Defensie
De Amerikaanse Senaatscommissie voor Defensie is een commissie van de Amerikaanse Senaat dat het overzicht heeft over de United States Armed Forces en het Department of Defense. De commissie stond vroeger bekend als het Comité on Naval Affairs en Comité on Military Affairs.

## Leden 115de Amerikaans Congres

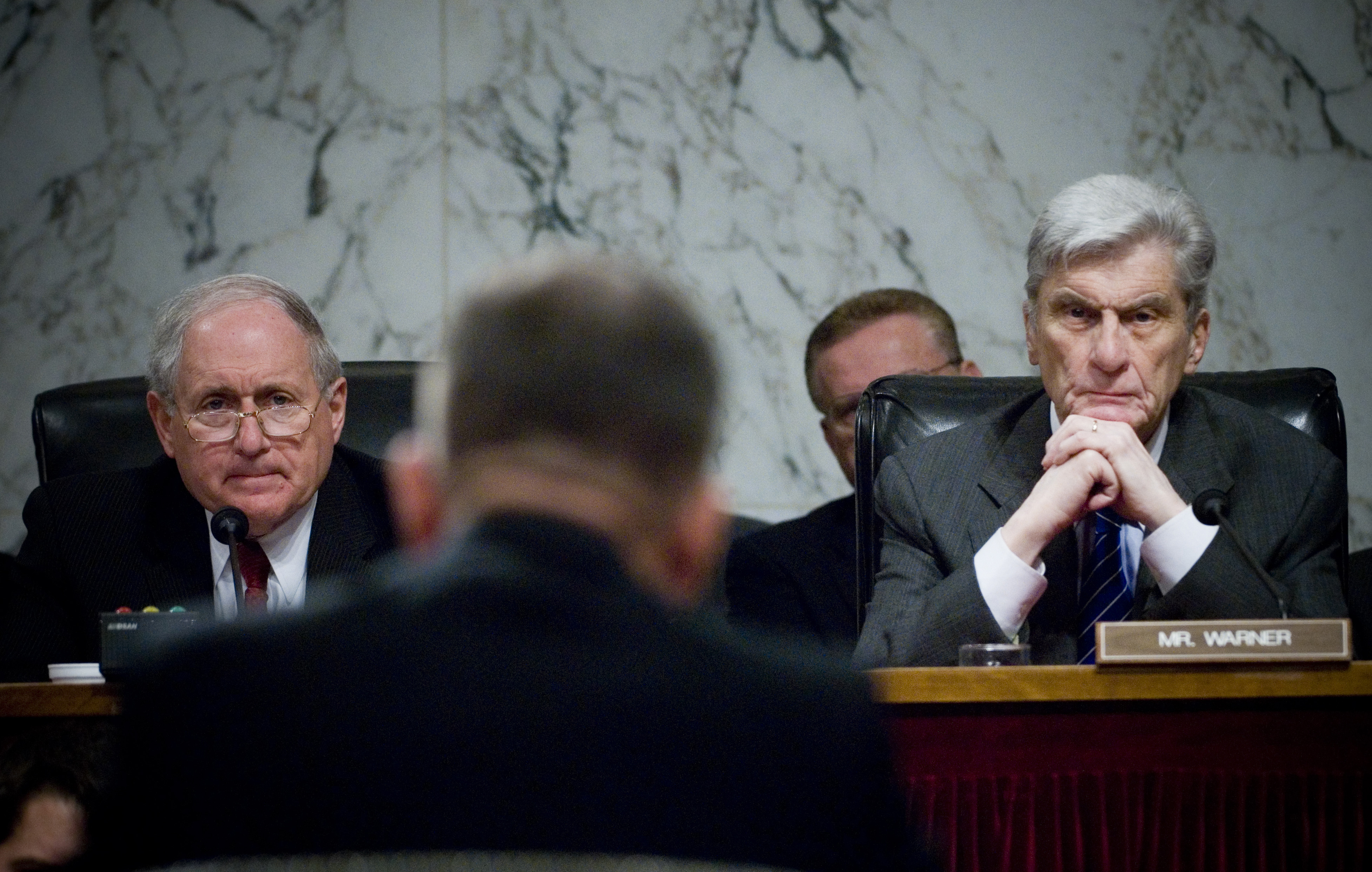
Carl Levin (l) en John Warner

De commissie wordt voorgezeten door de  Republikein John McCain.
| Meerderheid (Republikeinen) | Minderheid (Democraten) |
| --- | --- |
| - John McCain, Arizona, Chairman - Jim Inhofe, Oklahoma - Jeff Sessions, Alabama - Roger Wicker, Mississippi - Deb Fischer, Nebraska - Tom Cotton, Arkansas - Mike Rounds, South Dakota - Joni Ernst, Iowa - Thom Tillis, North Carolina - Dan Sullivan, Alaska - Ted Cruz, Texas - Lindsey Graham, South Carolina - Ben Sasse, Nebraska - Mike Lee, Utah | - Jack Reed, Rhode Island, Ranking Member - Bill Nelson, Florida - Claire McCaskill, Missouri - Jeanne Shaheen, New Hampshire - Kirsten Gillibrand, New York - Richard Blumenthal, Connecticut - Joe Donnelly, Indiana - Mazie Hirono, Hawaii - Tim Kaine, Virginia - Angus King, Maine - Martin Heinrich, New Mexico - Elizabeth Warren, Massachusetts - Gary Peters, Michigan |

## Subcommissie
| Naam                                                                     | Voorzitter           | Vicevoorzitter            |
| ------------------------------------------------------------------------ | -------------------- | ------------------------- |
| Subcommissie voor de landmacht                                           | Tom Cotton (R-AR)    | Angus King (I-ME)         |
| Subcommissie voor belangrijke zaken en problemen                         | Joni Ernst (R-IA)    | Martin Heinrich (D-NM)    |
| Subcommissie voor personeel                                              | Thom Tillis (R-NC)   | Kirsten Gillibrand (D-NY) |
| Subcommissie voor cyberveiligheid                                        | Mike Rounds (R-SD)   | Bill Nelson (D-FL)        |
| Subcommissie voor de marine                                              | Roger Wicker (R-MS)  | Mazie Hirono (D-HI)       |
| Subcommissie voor speciale eenheden binnen de United States Armed Forces | Jeff Sessions (R-AL) | Joe Donnelly (D-IN)       |

## Voorzitter
| Amerikaanse senaatscommissie voor Militaire zaken 1816-1947 | Amerikaanse senaatscommissie voor Militaire Leger 1816-1947 |
| --- | --- |
| - John Williams (DR-TN) 1816-1817 - George M. Troup (DR-GA) 1817-1818 - John Williams (DR-TN) 1818-1823 - Andrew Jackson (DR-TN) 1823-1825 - William Henry Harrison (NR-OH) 1825-1828 - Thomas Hart Benton (D-MO) 1828-1841 - William Preston (W-SC) 1841-1842 - John J. Crittenden (W-KY) 1842-1845 - Thomas Hart Benton (D-MO) 1845-1849 - Jefferson Davis (D-MS) 1849-1851 - James Shields (D-IL) 1851-1855 - John Weller (D-CA) 1855-1857 - Jefferson Davis (D-MS) 1857-1861 - Henry Wilson (R-MA) 1861-1872 - John A. Logan (R-IL) 1872-1877 - George E. Spencer (R-AL) 1877-1879 - Theodore Randolph (D-NJ) 1879-1881 - John A. Logan (R-IL) 1881-1886 - Joseph R. Hawley (R-CT) 1887-1893 - Edward Walthall (D-MS) 1893-1895 - Joseph R. Hawley (R-CT) 1895-1905 - Francis E. Warren (R-WY) 1905-1911 - Henry A. du Pont (R-DE) 1911-1913 - Joseph F. Johnston (D-AL) 1913 - George E. Chamberlain (D-OR) 1913-1919 - James W. Wadsworth, Jr. (R-NY) 1919-1927 - David A. Reed (R-PA) 1927-1933 - Morris Sheppard (D-TX) 1933-1941 - Robert R. Reynolds (D-NC) 1941-1945 - Elbert Thomas (D-UT) 1945-1947 | - Charles Tait (R-GA) 1816-1818 - Nathan Sanford (R-NY) 1818-1819 - James Pleasants (R-VA) 1819-1823 - James Lloyd (F-MA) 1823-1825 - Robert Y. Hayne (D-SC) 1825-1832 - George M. Dallas (D-PA) 1832-1833 - Samuel Southard (W-NJ) 1833-1836 - William C. Rives (D-VA) 1836-1839 - Reuel Williams (D-ME) 1839-1841 - Willie P. Mangum (W-NC) 1841-1842 - Richard H. Bayard (W-DE) 1842-1845 - John Fairfield (D-ME) 1845-1847 - David Levy Yulee (D-FL) 1847-1851 - William M. Gwin (D-CA) 1851-1855 - Stephen Mallory (D-FL) 1855-1861 - John P. Hale (R-NH) 1861-1864 - James Grimes (R-IA) 1864-1870 - Aaron Cragin (R-NH) 1870-1877 - Aaron A. Sargent (R-CA) 1877-1879 - John R. McPherson (D-NJ) 1879-1881 - James Donald Cameron (R-PA) 1881-1893 - John R. McPherson (D-NJ) 1893-1895 - James Donald Cameron (R-PA) 1895-1897 - Eugene Hale (R-ME) 1897-1909 - George C. Perkins (R-CA) 1909-1913 - Benjamin Tillman (D-SC) 1913-1918 - Claude A. Swanson (D-VA) 1918-1919 - Carroll S. Page (R-VT) 1919-1923 - Frederick Hale (R-ME) 1923-1933 - Park Trammell (D-FL) 1933-1937 - David I. Walsh (D-MA) 1937-1947 |

### Amerikaanse senaatscommissie voor Defensie 1947-heden
- Chan Gurney (R-SD) 1947-1949
- Millard E. Tydings (D-MD) 1949-1951
- Richard B. Russell, Jr. (D-GA) 1951-1953
- Leverett Saltonstall (R-MA) 1953-1955
- Richard B. Russell, Jr. (D-GA) 1955-1969
- John C. Stennis (D-MS) 1969-1981
- John Tower (R-TX) 1981-1985
- Barry Goldwater (R-AZ) 1985-1987
- Sam Nunn (D-GA) 1987-1995
- Strom Thurmond (R-SC) 1995-1999
- John Warner (R-VA) 1999-2001
- Carl Levin (D-MI) 2001
- John Warner (R-VA) 2001
- Carl Levin (D-MI) 2001-2003
- John Warner (R-VA) 2003-2007
- Carl Levin (D-MI) 2007-present